# Мазуренко, Павел Анатольевич
Па́вел Анато́льевич Мазуре́нко (1971—2013) — участник Евромайдана, герой «Небесной сотни», Герой Украины (2014, посмертно), инженер-программист.

## Биография
Родился 2 декабря 1971 года в городе Любар Житомирской области, впоследствии семья переехала в Сакский район Крыма.
В 1995 году закончил радиотехнический факультет КПИ, после чего остался в Киеве, работал инженером-программистом.
Осенью 2013 года участвовал в массовых протестах, посещал митинги на Евромайдане.

## Обстоятельства гибели
Вечером 18 декабря жена Мазуренко обнаружила его дома жестоко избитым. Мазуренко рассказал, что по дороге домой (на ул. Гната Юры на Борщаговке возле торгового центра «Квадрат») его встретили трое людей в чёрной форме, касках, с резиновыми дубинками, спросили документы. Мазуренко дал ксерокопию паспорта с крымской пропиской. Силовики решили, что он с Майдана, и со словами: «Понаехали тут на свой Майдан… надоели вы нам со своим Майданом…» зверски (дубинками, ногами) избили его, бросили лежащим на земле и скрылись. Мазуренко смог самостоятельно добраться домой.
20 декабря вызвали «Скорую помощь», но Мазуренко отказался от госпитализации. Умер 22 декабря в отделении реанимации Киевской городской клинической больницы № 12 от двусторонней пневмонии, по заключению судмедэкспертизы.
МВД опровергло причастность милиции к этому происшествию.

## Память
Похоронен на кладбище в городе Вишнёвое Киевской обл.

### Награды
- Звание Герой Украины с вручением ордена «Золотая Звезда» (21 ноября 2014, посмертно) — за гражданское мужество, патриотизм, героическое отстаивание конституционных принципов демократии, прав и свобод человека, самоотверженное служение украинскому народу, проявленные во время Революции достоинства[3]
- Медаль «За жертвенность и любовь к Украине» (УПЦ КП, июнь 2015) (посмертно)[4]